# سیتی مولیا
سیتی مولیا (انگلیسی: Siti Musdah Mulia؛ زادهٔ ۳ مارس ۱۹۵۸) نویسنده، و استاد دانشگاه اهل اندونزی است.
او اولین زنی بود که به عنوان استاد پژوهش در مؤسسه علوم اندونزیایی مشغول به کار شد و به عنوان استاد دانشکده علوم اسلامی در دانشکده تحصیلات تکمیلی دانشگاه اسلامی جاکارتا از سال ۲۰۰۷ تدریس می‌کند. سیتی رئیس سازمان غیردولتی کنفرانس اندونزیایی دین برای صلح بوده است. وی همچنین برندهٔ جوایزی همچون جایزه بین‌المللی زنان شجاع شده است.